# Кронштадтская улица (Санкт-Петербург)
Кроншта́дтская улица — улица в Кировском районе на юго-западе Санкт-Петербурга. Проходит от проспекта Стачек до Портовой улицы. Пересекает улицы: Корабельную, Зенитчиков, дорогу на Турухтанные острова и Автовскую. В створе Кронштадтской улицы располагается трамвайный путепровод.

## Происхождение названия
Улица названа в честь города Кронштадта.

## Здания и сооружения
По нечётной стороне:
- Дом 3 — Санкт-Петербургское Суворовское Военное училище МВД России
- Дом 9 — Ремонтно-строительная фирма «Бригантина»
- Дом 13 — Поликлиника № 23
- Дом 15 — 2-я площадка Профессиональный Судостроительный Лицей № 25
- Дом 15, к. 2 — Садово-парковое предприятие «Нарвское»
- Дом 17 — автошкола
- Дом 19 — НП «Объединение граждан-владельцев гаражей „Кронштадтская-19“» с 01.03.2011 (строительство восьмиэтажного гаража-паркинга на 890 мест)[источник не указан 4348 дней]

По чётной стороне:
- Дом 4 — Магазин нормативной правовой литературы
- Дом 8 — «Северо-Западная Экспертиза»
- Дом 20 — кафе «Берёзка»
- Дом 22 — Территориальный пункт № 27, о/м № 31 Управления Федеральной Миграционной Службы по Санкт-Петербургу и Ленинградской области
- Дом 28 — Главное бюро медико-социальной экспертизы по Санкт-Петербургу Филиал-бюро № 46 и Главное бюро медико-социальной экспертизы по Санкт-Петербургу Филиал-бюро № 13

## Транспорт
- Станции метро (Кировско-Выборгская линия):
  - «Автово» — 290 м (по прямой) от пересечения с Автовской улицей
  - «Кировский завод» — 550 м от пересечения с Корабельной улицей
- Трамваи № 36, 52, 56, 60.
- Автобус № 66.